# Miguel Pedro Atanasio Malarín
Miguel Pedro Atanasio Malarín (2 de mayo de 1858 en Paraná, Entre Ríos - 7 de diciembre de 1943 en San Salvador, Entre Ríos) fue un abogado, político y militar argentino nacido en Paraná, cuando esa ciudad era capital de la Confederación Argentina.
Malarín fue el fundador de la ciudad de San Salvador en la provincia de Entre Ríos, proyecto que encaró junto a sus hermanos en tierra pertenecientes a la familia de su madre. Falleció el 7 de diciembre de 1943 en la ciudad que el mismo había fundado en 1889.

## Campaña del desierto
Julio Argentino Roca mantenía un intercambio epistolar con el entonces subteniente Miguel Malarin, a quien en 1877, al ser designado agregado militar de la embajada Argentina en EE. UU., le encomendó estudiar la política de este país con sus comunidades originarias. La importancia de este hecho resulta de que las recomendaciones de Malarin serían implementadas por Roca, durante la denominada "Campaña del Desierto".

## Fundación de San Salvador
Hacia finales de la década de 1880 el coronel Miguel Pedro Atanasio Malarín, se dispuso a llevar adelante la iniciativa de una colonización de carácter privado.
La fundación de San Salvador pasó por tres etapas; la primera de tramitación jurídica basada en la legislación de 1888, la segunda de carácter simbólico, cuando el 25 de diciembre de 1889 se instala la primera familia criolla, y una tercera etapa "de hecho" ocurrida en 1890 cuando se afincan familias que se hallaban viviendo en cercanías del Arroyo Grande.
Sin embargo, se toma al 25 de diciembre de 1889 como fecha recordatoria de la fundación de la ciudad.
Posteriormente comenzó la organización administrativa del nuevo poblado. "Villa Aurora", residencia de la familia Malarín, fue la primera administración de la Colonia. El 25 de mayo de 1890 el gobierno provincial instauró una comisaría policial bajo la dependencia de la jefatura de Concordia y posteriormente un Juzgado de Paz. En tanto en 1891 se creó la primera escuela.